# U-1003
| U-1003 | U-1003 | U-1003 |
| --- | --- | --- |
| U 1003 | | |
| | | |
| U-995, однотипний з U-1003                                                                                   | | |
| Верф | Blohm + Voss, Гамбург | Blohm + Voss, Гамбург |
| Під прапором                                                                                                 | Третій Рейх | Третій Рейх |
| Належність                                                                                                   | Крігсмаріне | Крігсмаріне |
| Порт приписки                                                                                                | Гамбург, Берген | Гамбург, Берген |
| Замовлення                                                                                                   | 14 жовтня 1941 | 14 жовтня 1941 |
| Закладений                                                                                                   | 18 січня 1943 | 18 січня 1943 |
| Спуск на воду                                                                                                | 27 жовтня 1943 | 27 жовтня 1943 |
| Введений до складу флоту                                                                                     | 9 грудня 1943 | 9 грудня 1943 |
| На службі | 1943—1945 | 1943—1945 |
| Сучасний статус                                                                                              | 23 березня 1945 року сів на мілину північніше ірландського мису Малін-Хед та врешті затонув через пошкодження, яких зазнав за три до того внаслідок зіткнення з канадським фрегатом «Нью-Глазго» | 23 березня 1945 року сів на мілину північніше ірландського мису Малін-Хед та врешті затонув через пошкодження, яких зазнав за три до того внаслідок зіткнення з канадським фрегатом «Нью-Глазго» |
| Бойовий досвід                                                                                               | Друга світова війна Битва за Атлантику | Друга світова війна Битва за Атлантику |
| Проєкт | | |
| Тип ПЧ | середній торпедний ДПЧ | середній торпедний ДПЧ |
| Вартість | 4 714 000 ℛℳ | 4 714 000 ℛℳ |
| Основні характеристики                                                                                       | | |
| Швидкість (надводна)                                                                                         | 17,7 вузла | 17,7 вузла |
| Швидкість (підводна)                                                                                         | 7,6 вузла | 7,6 вузла |
| Робоча глибина занурення                                                                                     | 120 м | 120 м |
| Гранична глибина занурення                                                                                   | 250 м | 250 м |
| Дальність плавання                                                                                           | 80 миль (150 км) на швидкості 4 вузли (в підводному положенні) 8500 миль (15 700 км) на швидкості 10 вузлів (у надводному положенні)                                                             | 80 миль (150 км) на швидкості 4 вузли (в підводному положенні) 8500 миль (15 700 км) на швидкості 10 вузлів (у надводному положенні)                                                             |
| Екіпаж | 44 особи | 44 особи |
| Розміри | | |
| Довжина найбільша (по КВЛ)                                                                                   | 67,2 м | 67,2 м |
| Ширина корпусу найб.                                                                                         | 6,2 м | 6,2 м |
| Висота | 9,6 м | 9,6 м |
| Середня осадка (по КВЛ)                                                                                      | 4,74 м | 4,74 м |
| Водотоннажність надводна                                                                                     | 759 т | 759 т |
| Водотоннажність підводна                                                                                     | 860 т | 860 т |
| Силова установка                                                                                             | | |
| дизель-електрична; 2 дизельних двигуни MAN M 6 V 40/46, 2 електродвигуни Siemens-Schuckert-Werke GU 343/38-8 | | |
| Гвинти | 2 | 2 |
| Потужність                                                                                                   | 2800—3200 к.с. (дизелі) 750 к.с. (електродвигуни) | 2800—3200 к.с. (дизелі) 750 к.с. (електродвигуни) |
| Озброєння | | |
| Артилерія | 1 × 88-мм палубна гармата SK C/35 | 1 × 88-мм палубна гармата SK C/35 |
| Торпедно- мінне озброєння                                                                                    | 4 носових і один кормовий ТА 14 торпед або 26 мін TMA | 4 носових і один кормовий ТА 14 торпед або 26 мін TMA |
| ППО | 1 × 37-мм зенітна гармата Flak M42 2 × 20-мм зенітні гармати FlaK 30 | 1 × 37-мм зенітна гармата Flak M42 2 × 20-мм зенітні гармати FlaK 30 |

U-1003 — німецький середній підводний човен типу VIIC/41, що входив до складу Військово-морських сил Третього Рейху за часів Другої світової війни. Закладений 18 січня 1943 року на верфі № 203 компанії Blohm + Voss у Гамбурзі. Спущений на воду 27 жовтня 1943 року. 9 грудня 1943 року корабель увійшов до складу 31-ї навчальної флотилії ПЧ ВМС нацистської Німеччини. Єдиним командиром човна був оберлейтенант-цур-зее резерву Вернер Штрюбінг.

## Історія служби
U-1003 належав до німецьких підводних човнів типу VIIC/41, однієї з модифікацій найчисленнішого типу субмарин Третього Рейху, яких випущено 703 одиниці. Службу розпочав у складі 31-ї навчальної флотилії ПЧ. З 1 вересня 1944 року перебував у складі 11-ї флотилії.
З жовтня 1944 до березня 1945 року U-1003 здійснив 2 бойових походи в Атлантичний океан, в яких провів 100 днів, не потопивши та не пошкодивши жодного судна чи корабля.
20 березня 1945 року U-1003 був виявлений під час другого бойового походу канадським фрегатом «Нью-Глазго» типу «Рівер». Канадці підготувалися до атаки ворожого човна глибинною бомбою, але підводний човен зіткнувся з фрегатом просто під мостом, обидва кораблі зазнали пошкоджень. Човен вимушено пролежав на дні ще 48 годин, намагаючись відремонтувати своїми силами корабель, однак 23 березня серйозні пошкодження човна змусили його команду спливти та затопити північніше ірландського мису Малін-Хед. З 48 осіб на борту U-1003 33 підібрав «Тетфорд Майнз», двоє з яких загинули й поховані в морі. Командир човна Штрюбінг і 14 інших членів екіпажу загинули.